# Alvin Korčák
Alvin Korčák je český influencer, blogger, manažer a komunální politik.

## Život
Pochází z Vranovic. Vystudoval sociologii na Fakultě sociálních studií na Masarykově univerzitě. Aktivně se věnuje marketingu, sociologii, politice a popularizaci vědy a tématům jako cirkulární ekonomika nebo minimalismus; o minimalismu také přednáší. Cílem jeho počínání v této souvislosti je popularizovat vědecká zjištění týkající se oblasti štěstí, nadkonzumu, flow a dalších podobných témat. Díky marketingu se začal věnovat cirkulární ekonomice, necelý rok spravoval sociální sítě Institutu cirkulární ekonomiky a k roku 2020 řídí marketing v technologickém startupu – digitálním odpadovém tržišti Cyrkl.

## Lokální politik
Tři roky byl členem politické strany Zelení. Během svého působení v tomto politickém uskupení řídil krajskou organizaci Jihomoravského kraje jako místopředseda. K roku 2020 je opozičním komunálním zastupitelem a zároveň členem kontrolního výboru v jihomoravské obci Vranovice.